# DASA
DASA – niemieckie przedsiębiorstwo branży lotniczej funkcjonujące w latach 1989–2000, część koncernu motoryzacyjnego Daimler-Benz AG (od 1998: DaimlerChrysler AG). Siedziba przedsiębiorstwa mieściła się w Ottobrunn koło Monachium.

## Historia
Przedsiębiorstwo powstało w 1989 roku w wyniku połączenia spółek Dornier (producent samolotów), MTU (Motoren- und Turbinen-Union; producent silników lotniczych i innych) oraz Telefunken Systemtechnik (producent sprzętu radiotechnicznego). Kilka miesięcy później, w tym samym roku, do DAS-y włączona została inna wytwórnia lotnicza – MBB (Messerschmitt-Bölkow-Blohm). Tym samym DASA stała się jedyną znaczącą wytwórnią lotniczą na terenie Niemiec Zachodnich, wieńcząc zapoczątkowany przeszło dwie dekady wcześniej proces konsolidacji krajowego przemysłu lotniczego. Wszystkie cztery przedsiębiorstwa zostały uprzednio nabyte przez Daimler-Benz AG – Dornier, MTU i Telefunken w 1985 roku, MBB w 1989 roku – w ramach realizowanej przez zarząd strategii dywersyfikacji działalności koncernu na inne gałęzie przemysłu wysokiej technologii, ze szczególnym uwzględnieniem branży lotniczej. DASA pozostawała częścią tego koncernu. W 1993 roku przedsiębiorstwo nabyło większościowe udziały w holenderskiej wytwórni lotniczej Fokker; ta jednak zbankrutowała trzy lata później.
DASA kontynuowała współpracę międzynarodową podjętą przez jej poprzedników. W 1992 roku stała się współudziałowcem nowo powołanej spółki Eurocopter, w skład której weszły działy produkcji śmigłowców MBB oraz francuskiego Aérospatiale. Obie spółki już wcześniej, od 1985 roku, prowadziły współpracę w ramach konsorcjum o tej samej nazwie; jej rezultatem był śmigłowiec Eurocopter Tiger. DASA uczestniczyła również w konsorcjum Airbus. Podobnie jak Aérospatiale posiadała 37,9% udziałów w spółce, obok British Aerospace (20%) oraz hiszpańskiej CAS-y (4,2%). Uprzednio w konsorcjum zaangażowane były zarówno MBB, jak i Dornier.
W 2000 roku przedsiębiorstwa DASA, Aérospatiale Matra oraz CASA połączyły się, dając początek międzynarodowemu koncernowi lotniczemu EADS (European Aerospace Defence and Space Company; obecne Airbus Group). DaimlerChrysler AG, dotychczasowy właściciel DAS-y, uzyskał 30% udziałów w nowej spółce; które stopniowo wyprzedał do 2013 roku.
W ostatnim pełnym roku działalności (1999) DASA uzyskała rekordowy przychód w wysokości 9,2 mld EUR i zysk operacyjny 730 mln EUR. Wielkość zatrudnienia wynosiła 36 107 osób.